# Glycyphana toxopei
Glycyphana toxopei är en skalbaggsart som beskrevs av Moser 1926. Glycyphana toxopei ingår i släktet Glycyphana och familjen Cetoniidae. Inga underarter finns listade i Catalogue of Life.